# 今夜月の見える丘に
「今夜月の見える丘に」（こんやつきのみえるおかに）は、日本の音楽ユニット・B'zの楽曲。2000年2月9日にRooms RECORDSより27作目のシングルとして発売された。

## 概要
B'z初の12cmCD（マキシシングル）でのリリース。
ジャケット写真は東京三宿交差点付近にあるアンティークショップで撮影された。なお、アングルは後述のタイアップ先のドラマの内容に合わせて「車椅子からの目線」となっている。なお、ジャケット写真で稲葉が読んでいる本は、『THE ROLLING STONE BOOK OF LIFE RUNNING PRESS』である。
このシングルから『熱き鼓動の果て』まで専用のB'zロゴマークが使われた。
当初は1月26日発売予定だったが、2月9日に延期された。
リリース発表時に2nd beatに「RING」が告知されていたが、「だからその手を離して -Mixture style-」に変更された。その後「RING」は同年に行われた『B'z LIVE-GYM Pleasure 2000 "juice"』で未発表曲として披露され、同年の10月4日に30thシングルとして発売された。
表題曲「今夜月の見える丘に」は、TBS系東芝日曜劇場『Beautiful Life〜ふたりでいた日々〜』の主題歌。このドラマが驚異的な視聴率を誇ったこともあって、22ndシングル『Calling』以来約3年ぶりにミリオンセラーを達成。初動で67.2万枚、累計売上は2006年5月時点で112万8830枚（オリコン調べ）。このシングルのミリオンセラーによりB'zのシングルミリオンセラー作品数が15作となった。この記録は、2013年に発売したAKB48のシングル『鈴懸の木の道で「君の微笑みを夢に見る」と言ってしまったら僕たちの関係はどう変わってしまうのか、僕なりに何日か考えた上でのやや気恥ずかしい結論のようなもの』に抜かれるまでは、歴代1位だった。現在、CDではB'z最後のミリオンセラーシングルである。
2000年度のオリコン年間シングルランキングでは8位にランクインし、1995年の『LOVE PHANTOM』以来5年ぶりにTOP10入りを果たした。
第15回日本ゴールドディスク大賞でソング・オブ・ザ・イヤーを受賞した。

## 収録曲
| 全作詞: 稲葉浩志、全作曲: 松本孝弘、全編曲: 松本孝弘・稲葉浩志。 |                                          |          |            |      |
| #                                                                | タイトル                                 | 作詞     | 作曲・編曲 | 時間 |
| 1.                                                               | 「今夜月の見える丘に」                   | 稲葉浩志 | 松本孝弘   | 4:13 |
| 2.                                                               | 「だからその手を離して -Mixture style-」 | 稲葉浩志 | 松本孝弘   | 4:08 |
| 合計時間:                                                        | 合計時間:                                | 8:21     |            |      |

## 楽曲解説
1. 今夜月の見える丘に
  - TBS系東芝日曜劇場『Beautiful Life 〜ふたりでいた日々〜』のために書き下ろされた曲。本作の前にドラマの主題歌として作られた楽曲があった[注 4]。しかし、このドラマの脚本を担当した北川悦吏子がその曲を聴いたところ、「曲の雰囲気が暗く重すぎる」と感じ、北川は「この作品には私とキャストとスタッフは命以外のものはすべて賭けている」「頂いた曲を聴いたが、どうしても自分としてはしっくりこない」という内容の手紙をB'z宛に書いた。それを受けたB'zが改めて曲を制作し提出したのが、「今夜月の見える丘に」である[13]。
  - PVは、ロサンゼルスのパサディナの教会で撮影した。レコーディングの合間を割いて撮影したため、撮影後に稲葉は歌入れを行った[14]。
  - 『第24回ザテレビジョンドラマアカデミー賞』のドラマソング賞では1位を受賞した[15]。
  - 11thアルバム『ELEVEN』とバラード・ベスト・アルバム『The Ballads 〜Love & B'z〜』には、それぞれギターソロが異なるバージョンが収録されている。
2. だからその手を離して -Mixture style-
  - 1stシングルの表題曲の再録バージョン。
  - 当時はまだ知名度も低く、シングルは全く売れなかったが、前年のアルバムツアー『B'z LIVE-GYM '99 "Brotherhood"』の徳山市民会館での公演が偶然デビュー日（9月21日）と重なったため、アンコールで演奏したところ好評を得て、再レコーディングすることになった（ドキュメント作品『The true meaning of "Brotherhood"?』参照）。
  - 原曲が打ち込み主体のダンスチューンだったのに対し、こちらはバンドサウンドによるハードロックナンバーとなり、サビに入る前のコーラスの歌詞も変更、アウトロもフェード・アウトではなくイントロのギターフレーズで終わる形に変更されている。

## タイアップ
- TBS系東芝日曜劇場『Beautiful Life 〜ふたりでいた日々〜』主題歌（#1）

## 参加ミュージシャン
- 松本孝弘:ギター、全曲作曲・編曲
- 稲葉浩志:ボーカル、全曲作詞・編曲
- 山木秀夫:ドラム（#1）
- 黒瀬蛙一:ドラム（#2）
- 中村“キタロー”幸司:ベース（#1）
- 満園庄太郎:ベース（#2）
- 小野塚晃:アコースティック・ピアノ（#1）

## 収録アルバム
今夜月の見える丘に
- ELEVEN（Alternative Guitar Solo ver.）
- The Ballads 〜Love & B'z〜（アルバムバージョン）
- B'z The Best "Pleasure II"
- B'z The Best "ULTRA Pleasure"
- B'z The Best XXV 1999-2012

だからその手を離して-Mixture style-
- B'z The "Mixture"

## ライブ映像作品
今夜月の見える丘に
- Typhoon No.15 〜B'z LIVE-GYM The Final Pleasure "IT'S SHOWTIME!!" in 渚園〜
- B'z The Best "Pleasure II"（特典映像ダウンロード）
- B'z LIVE-GYM Hidden Pleasure 〜Typhoon No.20〜
- B'z LIVE-GYM Pleasure 2008 -GLORY DAYS-
- B'z LIVE-GYM 2010 "Ain't No Magic" at TOKYO DOME
- B'z LIVE-GYM 2005 -CIRCLE OF ROCK-
- B'z LIVE-GYM 2001 -ELEVEN-
- 有頂天（特典DVD）
- B'z COMPLETE SINGLE BOX（特典DVD）
- B'z LIVE-GYM 2019 -Whole Lotta NEW LOVE-
- B'z SHOWCASE 2020 -5 ERAS 8820- Day1〜5